# Georg Hillmar
Georg Hillmar (ur. 10 października 1876 w Berlinie, zm. 12 grudnia 1911 tamże) – niemiecki gimnastyk.

## Kariera sportowa
Wystąpił na Letnich Igrzyskach Olimpijskich w 1896 roku. Zdobył dwa złote medale: w kategorii ćwiczenie na drążku drużynowo oraz w ćwiczeniach na poręczach drużynowo. Brał także udział w skoku przez konia, ćwiczeniu na poręczach, ćwiczeniu na drążku i ćwiczeniu na koniu z łękami, gdzie nie zdobył żadnego medalu.